# Busycon carica

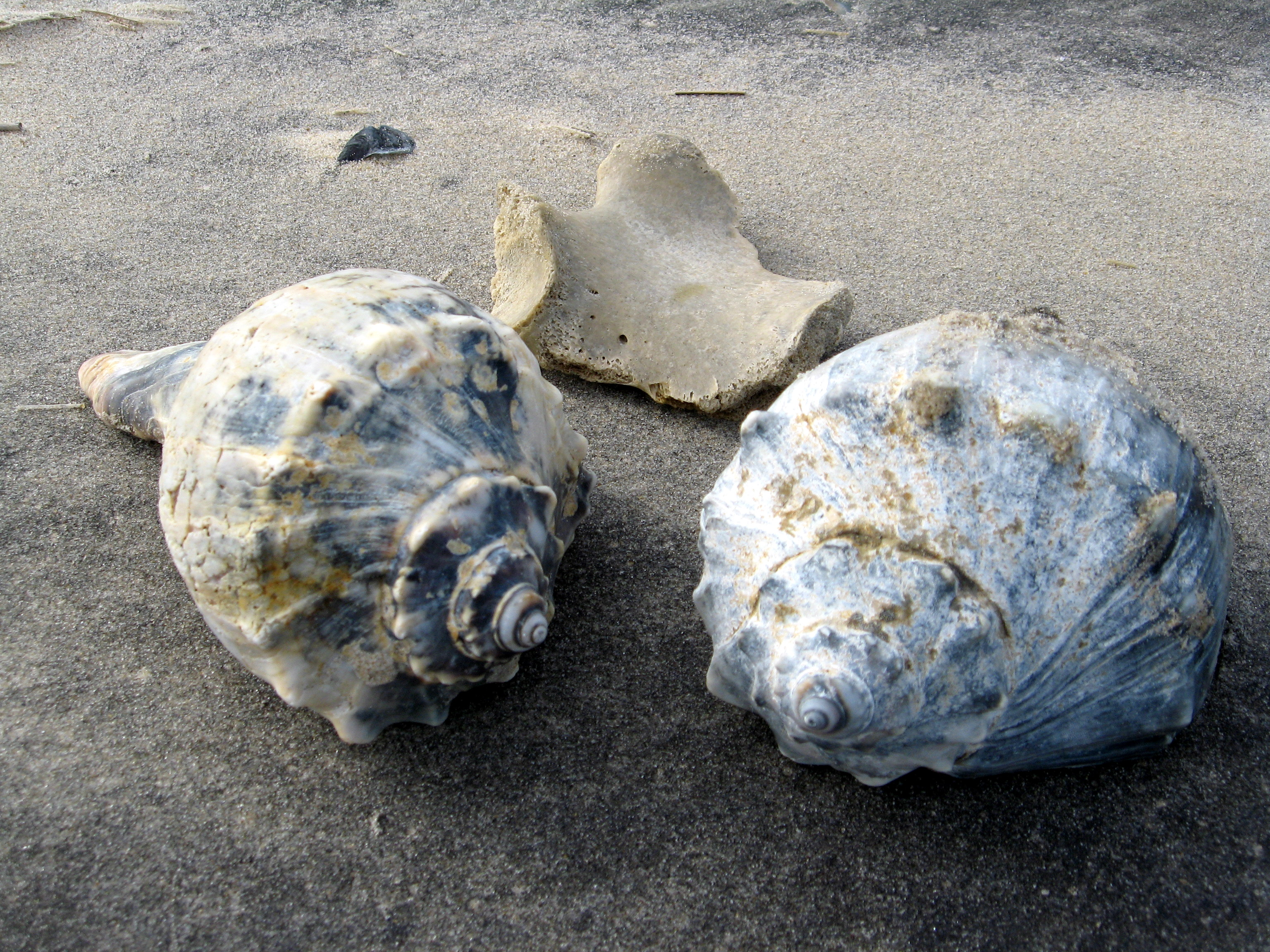
Gehäuse von Busycon carica

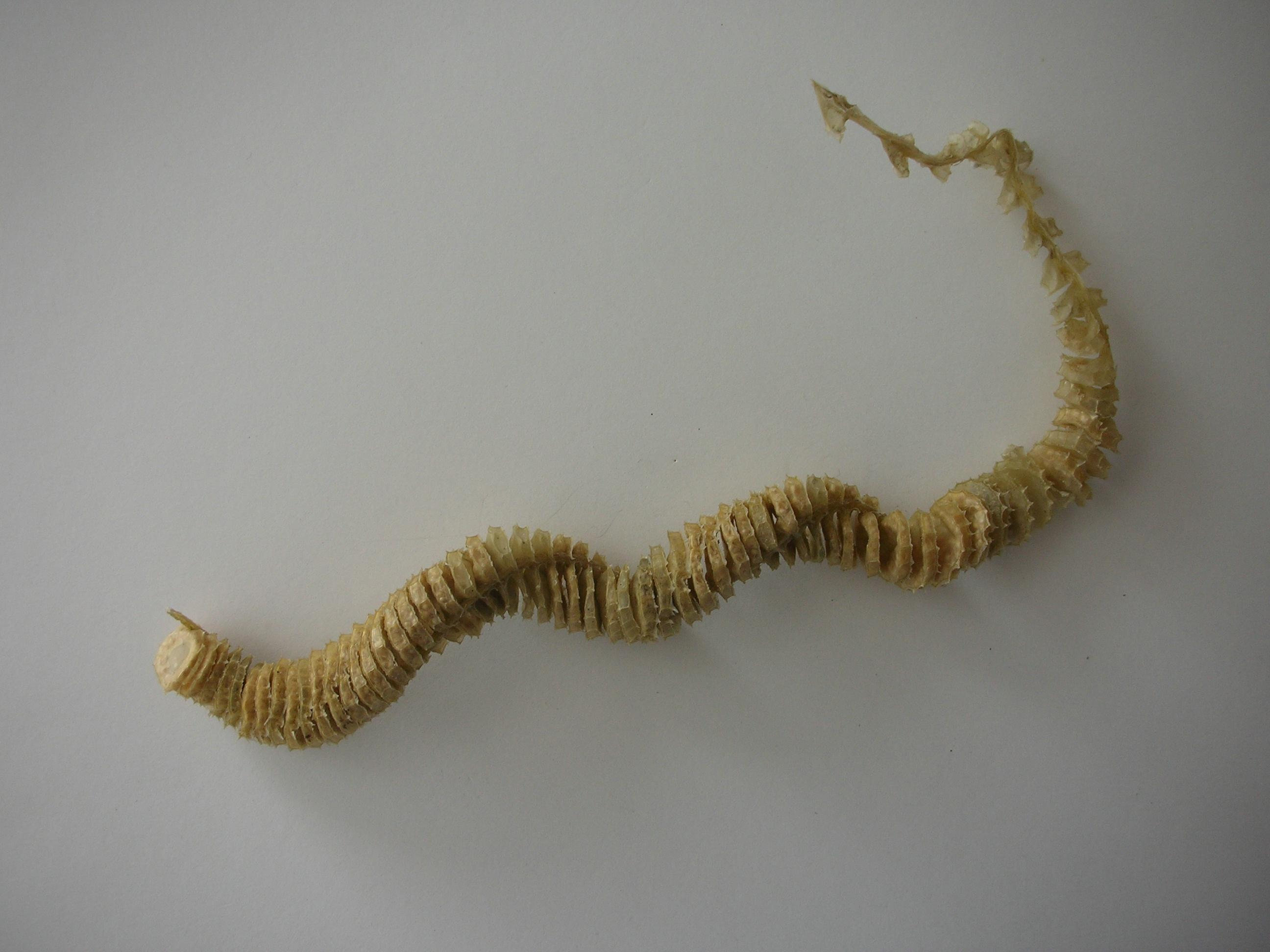
Eigelege von Busycon carica

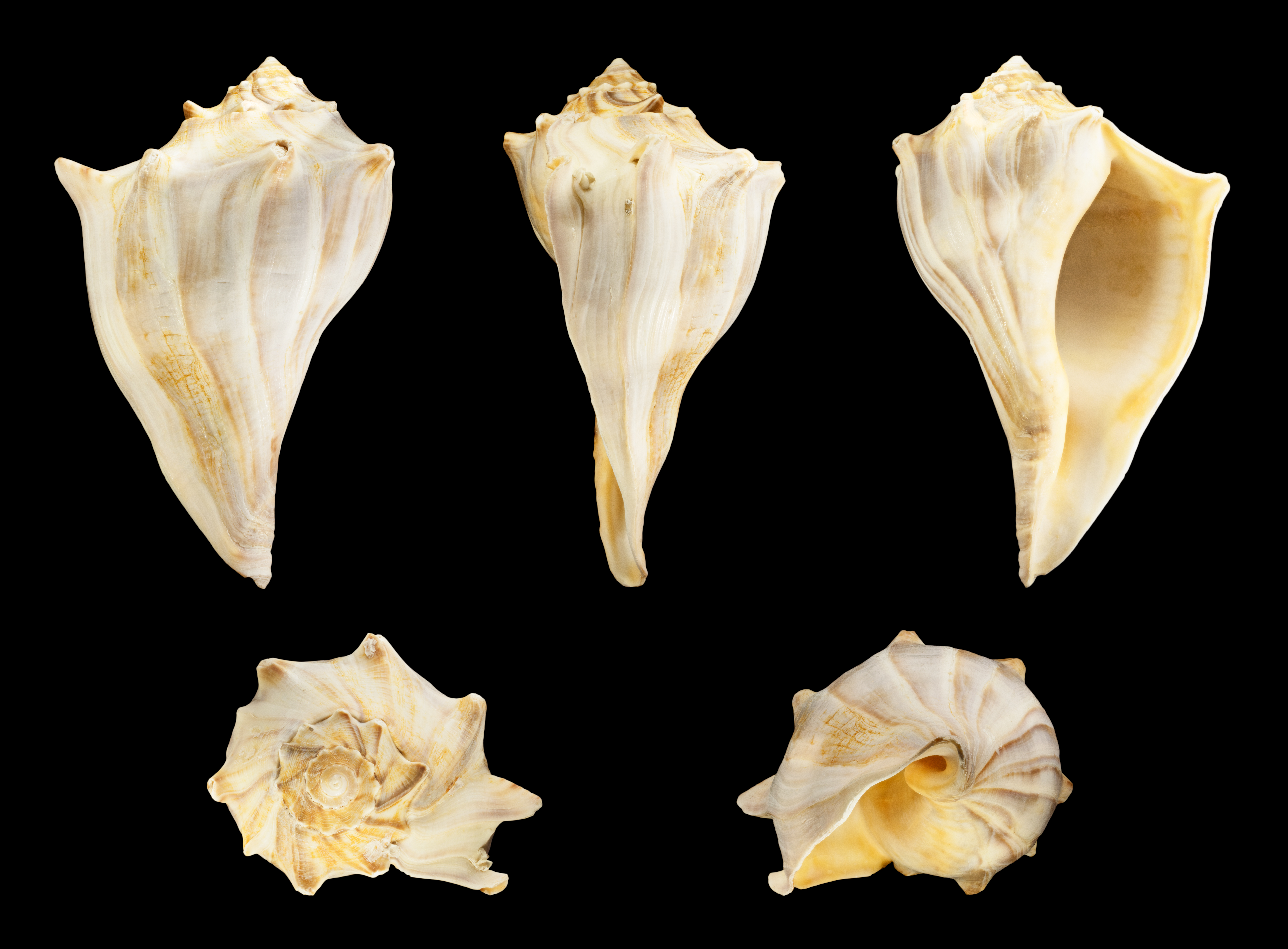
Busycon carica ssp. eliceans

Busycon carica, bei Röding die Stachlige Feige, ist eine sehr große Schneckenart aus der Familie der Buccinidae, die im westlichen Atlantik an der Küste Nordamerikas lebt.

## Merkmale
Das rechtsgewundene, sehr kräftige und dicke, birnenförmige Schneckenhaus von Busycon carica, das bei ausgewachsenen Schnecken bis zu 30 cm lang werden kann, hat ein niedriges Gewinde, einen langen und breiten Körperumgang und eine lang birnförmige Gehäusemündung mit einfachem, scharfem Rand, die in einen langen, offenen Siphonalkanal ausläuft. Die bis zu 8 oben eingedrückten und kantigen Umgänge sind zum Apex hin an der Kante mit einer Reihe Knoten besetzt, die auf den letzten Umgängen zu weit abstehenden schuppenförmigen Stacheln werden. Das dicke, hornige, dunkelbraune Operculum ist eiförmig. Die Oberfläche des Gehäuses ist außen gelblich grau und innen orange braun. Insbesondere bei jungen Tieren sieht man axial verlaufende violett-braune Streifen. Die Columella ist lebhaft rosenrot bis orangerot. Bei älteren Tieren verblasst die Außenfärbung der Schale.
Die Schnecke selbst ist dunkelbraun bis schwarz. Der Sipho ragt bei der aktiven Schnecke kaum aus dem Kanal hervor.
Busycon carica ähnelt stark ihrer linksgewundenen Schwesterart, der Blitzschnecke oder Linksgewundenen Feige (Busycon perversum, auch unter den Namen Busycon contrarium und Busycon sinistrum bekannt), von der sie sich insbesondere durch die Windungsrichtung des Gehäuses unterscheidet.

## Vorkommen
Busycon carica findet sich im westlichen Atlantik an der Küste Nordamerikas von Cape Cod südwärts, an der Küste Floridas und im Nordteil des Golfs von Mexiko.
Sie ist in der Gezeitenzone und um Flussmündungen sehr häufig.

## Lebenszyklus
Wie andere Neuschnecken ist Busycon carica getrenntgeschlechtlich, wobei die Weibchen deutlich größer als die Männchen sind. In tieferem Wasser gibt es etwas mehr Weibchen als Männchen und in der Gezeitenzone bis zu neunmal so viele Weibchen. Zuwachsstreifen am Operculum zeigen, dass die Weibchen schneller wachsen. In Georgia erreichen die Männchen die Geschlechtsreife bei einer Gehäuselänge von 8,5 bis 9 cm im Alter von etwa 4 Jahren, Weibchen dagegen bei einer Gehäuselänge von etwa 10 cm im Alter von etwa 6 Jahren. In der Zeit von März bis April begatten die Männchen die Weibchen mit ihrem Penis. Die Weibchen legen ab April ihre Eischnüre mit etwa 40 bis 157 diskusförmigen Eikapseln ab, in denen sich entwicklungsfähige Eier und sterile Nähreier befinden. Jungtiere eines Geleges können mehrere Väter haben. Ein Weibchen legt 1 bis 23 Kapseln pro Tag. Die Gelege werden im Sand verankert und lösen sich ab, wenn die Jungschnecken schlüpfen. Die Entwicklung des Veliger-Stadiums findet in der Eikapsel statt, so dass je nach Temperatur mehrere Monate nach Eiablage fertige Schnecken schlüpfen, in Georgia im Wesentlichen bis Anfang Juni. Aus einer Eikapsel schlüpfen bis zu 100 Jungtiere, die etwa 3 bis 7 mm (im Durchschnitt etwa 6 mm) lange Gehäuse haben. Die meisten Schnecken entwickeln sich in Kapseln in der Mitte der Eischnur. Innerhalb eines Geleges sind etwa gleich viele männliche und weibliche Jungschnecken.

## Ernährung
Busycon carica ist ein Fleischfresser, der sich vor allem von Muscheln ernährt. Die Schnecke drückt die Schalenhälften der Muschel mit ihrem Fuß auf. Gelingt dies nicht, bricht sie ein Stück der Schale oder nacheinander viele Schalenstückchen mit ihrem Gehäuserand auf. Sodann führt sie die Proboscis an das Fleisch der Beute, die mit Hilfe der Radula zerkleinert wird. Das Aufbrechen der Muschelschale führt oft zu Schäden am Gehäuse der Schnecke, so dass diese in der Folge Energie zur Reparatur aufwenden muss.
Busycon carica frisst kräftige, dickschalige Muscheln wie Venusmuscheln, darunter Mercenaria mercenaria und Chione cancellata, aber auch bewegliche Muschelarten wie Kammmuscheln, so die Karibik-Kammmuschel Argopecten irradians. Die Schnecke ist besonders im tieferen Wasser, wo es nur eine begrenzte Nahrungskonkurrenz durch Möwen gibt, der Hauptfeind von Kammmuscheln. Eine große, 17 bis 25 cm lange Schnecke frisst etwa alle vier Tage eine ausgewachsene Muschel von 5 bis 8 cm Länge. Seegraswiesen von Zostera marina oder Halodule wrightii bieten sowohl Kammmuscheln als auch Venusmuscheln Schutz gegen die räuberische Schnecke, während Algenbewuchs auf der Muschelschale den Schnecken kein Hindernis bietet.

## Nutzung durch den Menschen und Gefährdung
Busycon carica wird wegen seines Fleisches und seines Gehäuses gesammelt und auch kommerziell genutzt. Durch Überfischung sind die Fischereierträge in den letzten Jahren deutlich zurückgegangen. Dezimierte Bestände können sich nur langsam regenerieren, weil sie Schnecke langsam wächst und Weibchen, die deutlich größer werden als Männchen, bevorzugt gefischt werden. Größenbegrenzungen von 10 cm Gehäuselänge für die Fischerei treffen genau die geschlechtsreifen Weibchen. Da es keine pelagischen Veliger-Larven gibt, ist auch die Wiederbesiedlung leergeräumter Lebensräume verlangsamt.